# Reuschenberg (Familienname)
Reuschenberg ist ein rheinländischer Familienname, welcher sich ab Ende des 19. Jahrhunderts auch in Westfalen nachweisen lässt. Heute findet sich dieser Name darüber hinaus auch in verschiedenen deutschen Großstädten. Die geografische Verteilung wurde 2016 anhand von Telefonbucheinträgen ermittelt. Daraus geht hervor, dass der Familienname in folgenden Bereichen signifikant häufiger vorkommt:
- im südwestlichen Rheinland
- im mittleren Ostwestfalen

## Namenkunde
Reuschenberg war ursprünglich der Name einer Burg und wurde von dessen adeligen Besitzern zunächst als Beiname mit übernommen. Im Laufe der Zeit entwickelte sich aus diesem der neue Familienname, während der ursprüngliche verloren ging (siehe auch von Reuschenberg). Die Schreibweise Reuschenberg entwickelte sich erst ab ca. 1600. Zuvor dominierten Varianten der Schreibweise Ruischenberg. Vermutlich lässt sich der erste Teil des Namens „Ruisch“ auf das niederdeutsche Wort „Rusch“ (= Binsen) zurückführen (siehe auch). Für diese Deutung würden auch die Anlage der Burg in einer ehemals feuchten Senke sprechen. Morphologisch war diese Senke aufgrund ihres flachen Reliefs kaum wahrnehmbar und wird vermutlich eher durch den für einen feuchten Standort typischen Pflanzenbewuchs, wie z. B. Binsen, aufgefallen sein. Der Begriff Berg hingegen verweist auf die ursprüngliche Anlage der Burg auf einen künstlichen Hügel (siehe auch Motte).

Der Familienname wurde um 1500 von einer nichtadeligen Person aus Setterich übernommen und wird seit dem (bis auf eine Ausnahme) ohne den Namenszusatz "von" verwendet. Bis Mitte des 18. Jahrhunderts wurde Beinamen gleichwertig zum Familiennamen verwendet:
- Schultheiß ca. 1520–1550
- Küpper ca. 1600–1750

Darüber hinaus nannte sich der Schultheiß Conrad Reuschenberg im Rahmen eines Gerichtsverfahrens von Reuschenberg – möglicherweise ein bewusst gesetzter Hinweis auf die Herkunft seiner Vorfahren.

Erst ab 1750 wurde der Familienname Reuschenberg so verwendet, wie es heute üblich ist.

## Geschichte
Der Name Reuschenberg wurde erstmals 1287 als Beiname des rheinländischen Landadels von Esch erwähnt. Erst mit Beginn des 14. Jahrhunderts hat sich Reuschenberg als Familienname etabliert. Die von Reuschenberg bildeten im Laufe der Zeit mehrere Seitenlinien aus, wie z. B. Reuschenberg zu Setterich. Diese hatte, wie der Namenszusatz vermuten lässt, ihren Stammsitz auf Burg Setterich und lassen sich bis zum Aussterben der männlichen Nachfolge Mitte des 18. Jahrhunderts dort nachweisen.

### Ältere Linie

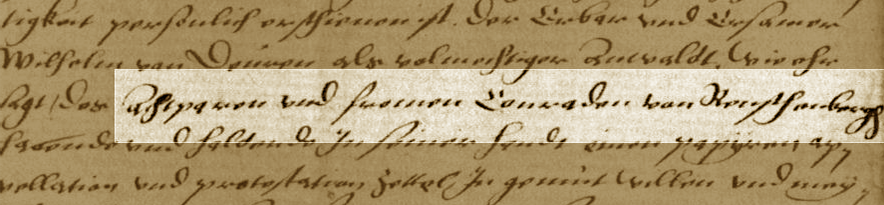
(…) ehrbare und fromme Conrad von Reuschenberg (Urkunde von 1562)

Als Familienname einer nichtadeligen Familie lässt sich Reuschenberg erstmals 1525 nachweisen. Der Settericher Schultheiß Johann Reuschenberg vertrat die Adelige Catharina von Reuschenberg vor dem Reichskammergericht in Speyer. Die Indizien deuten darauf hin, dass der Vater von Johann um 1500 ein unehelicher Nachkomme des Herrn zu Setterich Johann von Reuschenberg war. In den Urkunden selbst wird Johann nach seinem Beinamen ‘‘Johann Schultheiß‘‘ genannt. Sein Sohn Conrad – wie sein Vater Schultheiß von Setterich – nannte sich 1562 „Conrad von Reuschenberg“. Die direkten Nachkommen von Conrad Reuschenberg sind bislang nicht bekannt. Allerdings immatrikulierte sich im Jahr 1578 Wilhelm Reuschenberg aus Setterich an der Universität Köln. Dessen genaue verwandtschaftliche Zuordnung steht aber bislang noch aus. Das gilt auch für Heinrich Reuschenberg, welcher im Jahr 1623 als Mitglied des örtlichen Gerichts erwähnt wird.

Mit Edmund Cüper (erstmals 1613 erwähnt) lassen sich die verwandtschaftlichen Beziehungen z. t. bis in die Gegenwart nachvollziehen. Er wird in dem Kirchenbuch von St. Andreas/Setterich nur mit seinem Beinamen Cüper (oder Küpper, Cuper) erwähnt, sein Familienname war aber zweifellos Reuschenberg. Erst sein Sohn Franz und dessen Nachkommen wurden in erster Linie wieder Reuschenberg genannt. In dem Kirchenbuch werden dessen Nachkommen noch über zwei Generationen auch als "Reuschenberg sive Cüper" bezeichnet (lat. sive = oder). Der Beiname deutet darauf hin, dass die Reuschenberg vermutlich über mehrere Generationen Fässer herstellten (Küpper = niederdeutsch für Fassmacher).

Alle zwischen 1525 und 1625 identifizierten Vornamen der nicht adeligen Reuschenberg sind identisch mit den Leitnamen der adeligen von Reuschenberg (siehe auch von Reuschenberg):
- Johann
- Conrad
- Heinrich
- Wilhelm
- Edmund
- Franz

Die im frühen 16. Jahrhundert mehrfach erwähnte Familie stand über 2 bis 3 Generationen an der Spitze der Dorfgemeinschaft. Erst im Laufe der Zeit verloren sie, möglicherweise durch die Erbteilung, ihren Besitz und damit auch ihren Status in der sozialen Hierarchie. An einem Beispiel lässt sich die Geschichte der „älteren Linie“ ganz konkret bis in die Gegenwart aufzeigen: Ein Nachkomme des Schultheißen Johann Reuschenberg verließ vor 1865 seine Heimat und zog nach Düren. Eine Generation später zog einer seiner Söhne nach Bielefeld und begründete dort mit seiner Frau die „ostwestfälische Linie“.

### Jüngere Linie

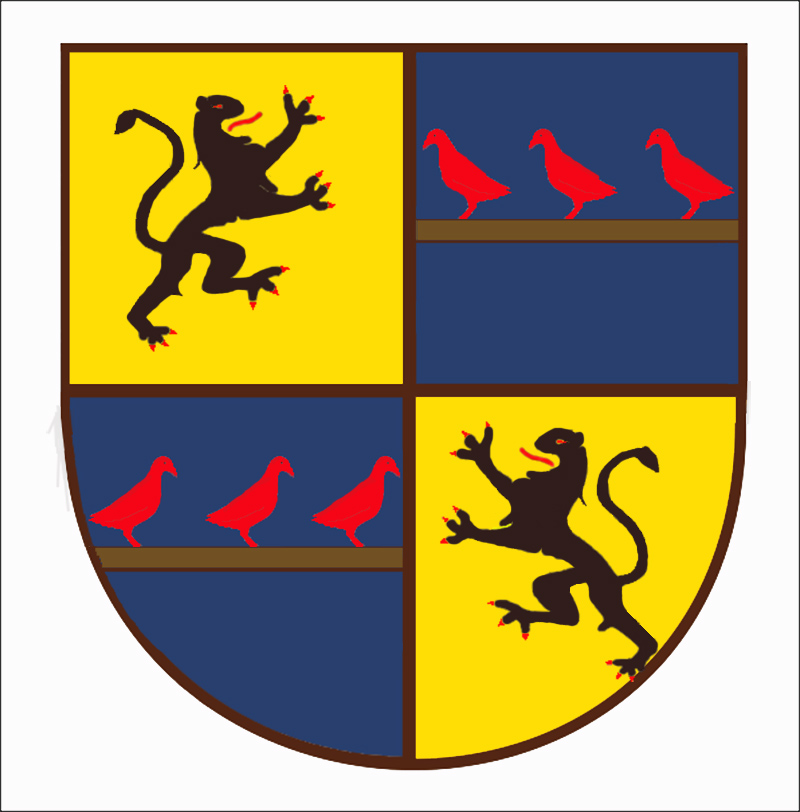
Bastardwappen

In Setterich lässt sich ab ca. 1690 eine Familie namens Reuschenberg nachweisen, welche mit der bereits beschriebenen Linie nicht verwandt war. Auffällig ist, dass die Taufpaten von zwei Kindern adelige Reuschenberg waren. Ein weiterer Sohn war Maximilian Heinrich Reuschenberg, geb. am 1698. Möglicherweise ist dieser identisch mit dem Offizier Maximilian Heinrich Reuschenberg, welcher 1735 im Artilleriebuch der Stadt Aachen sein Bastardwappen hinterlegte. Die Darstellung des Vollwappens bezieht sich eindeutig auf das freiherrliche Wappen derer von Reuschenberg zu Setterich (siehe von Reuschenberg) und lässt den Schluss zu, dass der Träger des Wappens aus Setterich stammt.
Vermutlich entstammte die „jüngere Linie“ ebenfalls aus einer unehelichen Verbindung der adeligen von Reuschenberg zu Setterich. Auch in diesem Fall lässt sich der Bastard bislang nicht direkt nachweisen.